# Team Coast
Il Team Coast, conosciuto nell'ultimo periodo come Team Bianchi era una squadra maschile tedesca di ciclismo su strada attiva tra i professionisti dal 2000 al 2003. Il suo sponsor principale è stata l'omonima catena di negozi di moda di proprietà del miliardario Günter Dahms, mentre nell'ultimo anno è stata l'omonima azienda costruttrice di biciclette.
Tra le sue file hanno corso ciclisti di fama mondiale come lo svizzero Alex Zulle ed il tedesco Jan Ullrich.

## Divise
| Team Coast (2002) | Team Coast (2003) | Team Bianchi (2003) |

## Cronistoria

### Annuario
| Anno | Codice  | Nome                                                        | Cat. | Biciclette | Dirigenza |
| ---- | ------- | ----------------------------------------------------------- | ---- | ---------- | --- |
| 2000 | COA     | Team Coast                                                  | GSII | Soil       | Manager:Heinz-Günter Nikoleit Dir. sportivi: Gregor Braun, Heinz-Günter Nikoleit, Gunter Kurowski, Karsten Niemann, Wolfram Lindner |
| 2001 | COA     | Team Coast-Buffalo                                          | GSI  | Colnago    | Manager: Günther Dahms Dir. sportivi: Wolfram Lindner, Andreas Petermann, Dimitrij Botschkarew, Jørgen Marcussen                    |
| 2002 | COA     | Team Coast                                                  | GSI  | Bianchi    | Manager: Marcel Wüst Dir. sportivi: Alain Gallopin, Wolfram Lindner, Andreas Petermann, Juan Fernández Martín, Roberto Torres       |
| 2003 | COA TBI | Team Coast (fino al 26 maggio) Team Bianchi (dal 27 maggio) | GSI  | Bianchi    | Manager: Jacques Hanegraaf Dir. sportivi: Alain Gallopin, Wolfram Lindner, Andreas Petermann, Rudy Pevenage                         |

### Classifiche UCI
| Anno | Class. | Pos. | Migliore cl. individuale |
| ---- | ------ | ---- | ------------------------ |
| 2000 | GSII   | 40º  | Jan Bratkowski (236º)    |
| 2001 | GSI    | 21º  | Fernando Escartín (46º)  |
| 2002 | GSI    | 5º   | Alex Zülle (18º)         |
| 2003 | GSI    | 27º  | Jan Ullrich (15º)        |

## Palmarès

### Grandi Giri
- Giro d'Italia

Partecipazioni: 1 (2002)
Vittorie di tappa: 0
- Tour de France

Partecipazioni: 1 (2003)
Vittorie di tappa: 1
2003: 1 (Jan Ullrich)
- Vuelta a España

Partecipazioni: 3 (2001, 2002, 2003
Vittorie di tappa: 0

### Campionati nazionali
- Campionati svedesi: 1

In linea: 2002 (Stefan Adamsson)